# Anthony Nesty
Anthony Conrad Nesty (ur. 25 listopada 1967) – surinamski pływak. Dwukrotny medalista olimpijski.
Urodził się w Trynidadzie i Tobago, wyemigrował z tego kraju jako dziecko. Specjalizował się w stylu motylkowym. Brał udział w trzech igrzyskach (IO 84, IO 88, IO 92), na dwóch zdobywał medale. Po pierwszych igrzyskach przeniósł się na Florydę, studiował na University of Florida i zostawał mistrzem NCAA. Jego koronnym dystansem było 100 m motylkiem. Sięgnął na nim po dwa medale olimpijskie (złoto w 1988 brąz cztery lata później), w 1991 zdobył tytuł mistrza świata. Wielokrotnie stawał na podium igrzysk panamerykańskich, zwyciężał również w mistrzostwach Pacyfiku. W 1998 został przyjęty do International Swimming Hall of Fame.